# Carl Ludwig Willdenow
Carl Ludwig (von) Willdenow (ur. 22 sierpnia 1765 roku w Berlinie, zm. 10 lipca 1812) – niemiecki botanik, lekarz i aptekarz.

## Życiorys
Carl Ludwig von Willdenow urodził się 22 sierpnia 1765 roku w Berlinie. Jego ojciec Karl Johann Willdenow był aptekarzem, a syn Carl Ludwig miał przejąć aptekę. Po ukończeniu gimnazjum, Carl Ludwig zaczął praktykować u ojca a jednocześnie pobierał lekcje prywatne z chemii i botaniki, m.in. u wuja Johanna Gottlieba Gleditscha (1714–1786). Następnie został przyjęty to szkoły aptekarskiej Wiegleb'sche Anstalt w Langensalza, gdzie w 1785 zdał egzamin zawodowy. Von Willdenow nie wrócił jednak do prowadzenia apteki, lecz rozpoczął studia medyczne na uniwersytecie w Halle. Tytuł doktora uzyskał w 1789 roku, po czym wrócił do Berlina, gdzie rozpoczął prace jako lekarz i aptekarz. W 1790 roku poślubił Henriette Luise Habermus, rezygnując z przyjęcia zaproszenia do udziału w rosyjskiej wyprawie statkiem żaglowym dookoła świata. W Berlinie prowadził wykłady z botaniki dla zainteresowanej młodzieży. W 1798 roku uzyskał tytuł profesora zwyczajnego nauk przyrodniczych w królewskim Collegio medico chirurgico. W 1790 roku został botanikiem Akademii Nauk i wykładowcą botaniki w wydziale leśnictwa. Po utworzeniu przez króla Prus Fryderyka Wilhelma III w 1809 roku uniwersytetu w Berlinie, objął profesurę botaniki i został dyrektorem ogrodu botanicznego.
Von Willdenow zmarł 10 lipca 1812 roku.

## Działalność naukowa
Interesował się rodzimą florą i prowadził herbarium, w którym zebrał wszystkie gatunki roślin występujących w środkowych i północnych Niemczech. W 1788 roku poznał Alexandra von Humboldta (1769–1859), z którym prowadził dyskusje o botanice i któremu przedstawił swój zbiór roślin. Z Humboldtem połączyła go wieloletnia przyjaźń i współpraca naukowa. Herbarium von Willdenowa liczyło ponad 20 tys. rodzajów roślin, z których większość to były egzemplarze właśnie odkrytych i opisanych roślin.
W 1804 roku odbył podróż przez Austrię i Alpy do Włoch Północnych a w 1810 roku po Holandii, Belgii i Francji. W Paryżu opracowywał herbarium z roślinami przywiezionymi przez Humboldta z Ameryki Południowej.
Uznawany jest za założyciela niemieckiej dendrologii i nauk o drewnie („Berlinische Baumzucht”, 1796) oraz pioniera geografii roślin – geobotaniki.
Standardową skróconą formą autora, używaną do wskazania przy cytowaniu nazw botanicznych, jest Willd..

## Publikacje
Lista publikacji podana za Allgemeine Deutsche Biographie (ADB):
- 1787 – Prodomus florae Berolinensis
- 1792 – Grundriß der Kräuterkunde

## Członkostwa, wyróżnienia i odznaczenia
- 1794 – członek zwyczajny Pruskiej Akademii Nauk[5]
- 1808 – członek stowarzyszony (niem. auswärtiges Mitglied) Bawarskiej Akademii Nauk[6]

## Upamiętnienie
W Berlinie dwie ulice nazwane są imieniem von Willdenowa – Willdenowstraße w bezpośrednim sąsiedztwie ogrodu botanicznego w dzielnicy Lichterfelde oraz w dzielnicy Wedding – Willdenowstraße.